# Mary Renault
Mary Renault (4 september 1905 - 13 december 1983), geboren als Mary Challans, was een Engels schrijfster van historische boeken. Ze was vooral bekend van historische romans die zich afspeelden in het Oude Griekenland. Behalve fictionele boeken over Theseus, Socrates, Plato en Alexander de Grote, schreef Renault ook een non-fictionele biografie over Alexander.

## Leven en werk
Mary Renault werd op 4 september 1905 geboren te Forest Gate in Essex, tegenwoordig Groot-Londen. Zij kreeg les aan het St Hugh's College, een college van de Universiteit van Oxford, destijds een college voor vrouwen. Ze ontving hier haar graad voor Engels in 1928. Ze ging een opleiding tot Verpleegkundige volgen op de Oxford's Radcliffe Infirmary, hier ontmoette zij haar opleidingsgenote Julie Mullard, met wie zij een levenslange relatie begon.
Ze werkte destijds als een verpleegkundige, terwijl ze tegelijkertijd haar schrijverscarrière begon. Als verpleegkundige werkte ze de gehele Tweede Wereldoorlog. In 1939 publiceerde ze haar eerste boek Purposes of Love. Haar boek was, net als de andere boeken in haar eerste tijd, in de stijl van de dag geschreven. Renault verhuisde samen met haar levensgenoot naar Zuid-Afrika na het uitkomen van het boek Return to Night, waarvoor Renault $150.000 kreeg. Ze was niet altijd even blij met de weinig liberale kanten van haar nieuwe thuisland en sloot zich aan bij de anti-apartheidsbeweging Black Sash.
In Zuid-Afrika zag Renault de mogelijkheid om boeken te schrijven over homoseksuele relaties, bijvoorbeeld in haar laatste roman die over de toenmalige tijd ging: The Charioteer, uit 1953 en in haar eerste historische roman uit 1956, The Last of the Wine', over twee Atheners die les krijgen van Socrates en tegen Sparta vechten. Door haar sympathie voor, voornamelijk mannelijke, homoseksuelen, kreeg Renault een breed publiek onder homoseksuelen.
Haar latere boeken waren allemaal historische romans die zich afspeelden in het Oude Griekenland, zoals een paar over de mythische held Theseus en een trilogie over Alexander de Grote. Hoewel ze geen geleerd historicus was, was ze in haar tijd geliefd om haar heldere omschrijvingen van de Griekse wereld. Sommige boeken van haar zijn bekritiseerd, zoals haar boeken Theseus, die gebaseerd zijn op de controversiële ideeën van Robert Graves en de boeken over Alexander de Grote, die erg geromantiseerd zijn en waarin Renault weinig ruimte laat voor kritiek. Renault verdedigt zich vaak met een uitgebreide verklaring der bronnen achterin haar boeken en zelfs haar critici menen dat Renault een goede, heldere Oud Griekse samenleving neerzet.

### Fictie die zich afspeelt in dezelfde tijd
- Purposes of Love (1939)
- Kind Are Her Answers (1940)
- The Friendly Young Ladies (1943)
- Return to Night (1947)
- North Face (1948)
- The Charioteer (1953)

### Historische romans
- The Last of the Wine (1956)
- The King Must Die (1958)
- The Bull from the Sea (1962)
- The Mask of Apollo (1966)
- Fire from Heaven (1969)
- The Persian Boy (1972)
- The Praise Singer (1978)
- Funeral Games (1981)

### Non-fictie
- The Nature of Alexander (1975)
- Lion in the Gateway: The Heroic Battles of the Greeks and Persians at Marathon, Salamis, and Thermopylae (1964)

- Bibsys: 90059489
- Biblioteca Nacional de España: XX927735
- Bibliothèque nationale de France: cb120135880 (data)
- Catàleg d'autoritats de noms i títols de Catalunya: 981058520072706706
- CiNii: DA0153019X
- Gemeinsame Normdatei: 115833951
- International Standard Name Identifier: 0000 0003 6855 204X
- Library of Congress Control Number: n50051045
- Nationale Bibliotheek van Letland: 000176787
- Bibliotheek van het Japanse parlement: 00453982
- Nationale Bibliotheek van Tsjechië: jn20000807029
- Nationale bibliotheek van Australië: 36532493
- Nationale Bibliotheek van Israël: 987007267036405171
- Nationale Bibliotheek van Polen: a0000002831174
- Nationale en Universitaire bibliotheek Zagreb: 000193454
- Nederlandse Thesaurus van Auteursnamen: 070310122
- Réseau des bibliothèques de Suisse occidentale: 02-A003737545
- Istituto Centrale per il Catalogo Unico: CFIV060609
- LIBRIS: 231906
- SNAC: w68x5n3q
- Système universitaire de documentation: 028264290
- Trove: 1276660
- Virtual International Authority File: 46771767
- WorldCat: E39PBJrWGgyGqb3JyFv96hwwG3